# Castillo de Chulilla
El castillo de Chulilla, titulado castillo Relámpago. Es un castillo emplazado en la localidad de Chulilla, Provincia de Valencia (España), que se sitúa en el cerro que domina la población. Es el núcleo embrionario de la villa de Chulilla, no solo porque en él se ubicaron las poblaciones de la Edad Antigua, sino porque sus restos constructivos reflejan los momentos históricos del pueblo, así como también el carácter singular que proporciona al propio pueblo.

## Historia

### Roma y al-Ándalus
De época romana resta únicamente el aljibe. Durante el florecimiento del dominio musulmán, el "hisn" se estableció en la plataforma superior del monte, estando constituido por una torre con su aljibe en la base, muros de mampostería y construcciones de tapial. En este momento su función consistía en el control de las vías de comunicación del valle y refugio de los habitantes de las alquerías de los alrededores. Era junto con el de Alpuente el castillo más relevante de la región.

### Reconquista
Tras la conquista de Chulilla por los cristianos y su incorporación a la Corona de Aragón, sufrió reformas importantes en los siglos XIV (acondicionamiento para las guerras con Castilla), XV y XVI (a esta época pertenecería la fortificación atalaya del "Frailecico" que desde el otro lado controlaba el territorio al sudoeste), sobre todo por su utilización como residencia señorial y más tarde como cárcel para eclesiásticos. 

### Guerras carlistas
En el siglo XIX, durante las guerras carlistas, cumplió unos servicios importantes a la causa carlista, sirviendo en tres ocasiones como fortificación a las tropas del pretendiente, siendo precisamente el asedio del ejército gubernamental el que de una forma definitiva iniciaría el proceso de ruina de la fortaleza.

## Arquitectura
Consta de antemuralla, torre barbacana, un bastión circular, dependencia abovedada, torres esquineras, y el recinto señorial con torre y restos de la residencia y dependencias auxiliares. También contaba con una ermita dedicada a San Miguel. En su interior se cuenta con cuatro aljibes. En diversos lugares se ven unos grabados similares a los del castillo de Denia.